# Филк
Филк (англ. filk = fiction + folk(lore music) = придуманная фольклорная музыка) — музыкальная культура, жанр и сообщество, тесно связанные с фэндомом фантастики, активные с начала 1950-х.

## Определения
Как демонстрируют «What Is Filk?» Дебби Р. Охи и «What IS Filk?» на сайте проекта Interfilk, единого общепринятого определения филка не существует, хотя можно разделить предлагаемые определения по тому, сосредоточены ли они на содержании и стиле филк-музыки или на культурных аспектах филкинга.
Поначалу филком называли просто песни, производные от существующих (музыкальные пародии).
Другое определение — филк как жанр: народные песни на тему фантастики. Но это определение неточно. Филкеры пишут филк-песни на многие темы, включая, но не ограничиваясь такими темами, как компьютеры и кошки.

## История
В начале 1950‑х в результате опечатки в выражении «folk music» в очерке «Влияние научной фантастики на современную американскую филк-музыку» (англ. The Influence of Science Fiction on Modern American Filk Music) Ли Джейкобза (англ. Lee Jacobs) появилось выражение «filk music». Считается, что первой употребила его умышленно Карен Андерсон в «Die Zeitschrift für vollständigen Unsinn» (Журнал сущей чепухи) #774 (июнь 1953) при описании песни её мужа, Пола Андерсона.
Одной из наиболее часто используемых в качестве основы для филк‐пародий песен является Greensleeves.

## Конвенты
На обычных НФ-конвентах часто существуют отделения для пения и концертов, нередко в виде конкурсов. Но существует немало регулярно проводящихся конвентов и специально для филка, а также домашние мероприятия — housefilks.
На крупных филк-конвентах помещения и время делятся по теме и способу, которым выбирают, кто будет петь следующим.

## Pegasus Awards
Ежегодные награды «Pegasus Awards» были учреждены для признания мастерства в жанре филк.
Награды выдаются ежегодно на Ohio Valley Filk Fest (OVFF) по результатам голосования, в шести номинациях, две из которых меняются каждый год:
- Лучшая филк‐песня англ. Best Filk Song
- Лучшая классическая филк‐песня англ. Best Classic Filk Song
- Лучший поэт/композитор
- Лучший исполнитель

Номинации 2007 года
- Лучшая песня о Дорсаях (англ. Best Dorsai Song) — песни по произведениям Гордона Диксона
- Лучшая песня о доме (англ. Best Song of Home)

Номинации 2008 года
- Лучшая трагедийная песня (англ. Best Tragedy Song)
- Лучшая комедийная песня (англ. Best Comedy Song)

Голосовать может любой заинтересованный в филке; через интернет, по бумажной почте, или на OVFF.